# Vado Ligure
Vado Ligure (Voœ o Vuae in Idioma ligur) es una comuna italiana de 8.368 habitantes, ubicado en la provincia de Savona, en Liguria.

## Ciudades hermanadas
- La Ravoire, Francia

## Evolución demográfica
| Gráfica de evolución demográfica de Vado Ligure entre 1861 y 2001 |
|                                                                   |
| Fuente ISTAT - elaboración gráfica de Wikipedia                   |

## Deportes

### Fútbol
Esta ciudad cuenta con un equipo de fútbol llamado Football Club Vado que fue el primer equipo en ganar la Copa de Italia.